# Emma Corrin
Emma-Louise Corrin (Kent, 1995. december 13. –) Golden Globe-díjas brit színész.
2020-ban A Korona című történelmi drámasorozat negyedik évadjában Diána walesi hercegnét formálta meg, alakításáért Golden Globe-díjat nyert és Primetime Emmy-díjra jelölték. 
2022-ben szerepelt A rendőröm és a Lady Chatterley szeretője című romantikus drámákban. Feltűnt a Gyilkosság a világ végén című 2023-as minisorozatban, továbbá Cassandra Novát játszotta a Deadpool & Rozsomák (2024) szuperhősfilmben.

## Magánélete
2021-ben vállalta fel queer identitását. 2022-ben a The New York Times interjújában nembinárisként utalt önmagára.
2024-es híradások szerint Rami Malek színész partnere.

## Filmográfia

### Film
| Év   | Magyar cím                | Eredeti cím                 | Szerep                      | Magyar hang    |
| ---- | ------------------------- | --------------------------- | --------------------------- | -------------- |
| 2017 |                           | Cesare                      | Mica                        |                |
| 2018 |                           | Alex's Dream (rövidfilm)    | Beth                        |                |
| 2020 | Rendbontók                | Misbehaviour                | Jillian Jessup              |                |
| 2021 |                           | The Pet Psychic (rövidfilm) | Emma                        |                |
| 2022 | A rendőröm                | My Policeman                | Marion Taylor               | László Lili    |
| 2022 | Lady Chatterley szeretője | Lady Chatterley's Lover     | Lady Chatterley             | Sodró Eliza    |
| 2023 | Édes búcsú                | Good Grief                  | fiatal előadóművész (cameo) | Ács Petra      |
| 2024 | Deadpool & Rozsomák       | Deadpool & Wolverine        | Cassandra Nova              | Sodró Eliza    |
| 2024 | Nosferatu                 | Nosferatu                   | Anna Harding                | Mikecz Estilla |

### Televízió
| Év   | Magyar cím               | Eredeti cím                      | Szerep                | Megjegyzések                                                 |
| ---- | ------------------------ | -------------------------------- | --------------------- | ------------------------------------------------------------ |
| 2019 | Grantchester bűnei       | Grantchester                     | Esther Carter         | 1 epizód                                                     |
| 2019 | Pennyworth               | Pennyworth                       | Esme Winikus          | visszatérő szerep (1. évad)                                  |
| 2020 | A Korona                 | The Crown                        | Diána walesi hercegné | - főszereplő (4. évad) - magyar hangja: - Törőcsik Franciska |
| 2022 |                          | Ten Percent                      | önmaga                | 1 epizód                                                     |
| 2023 | Gyilkosság a világ végén | A Murder at the End of the World | Darby Hart            | főszereplő                                                   |
| 2025 | Fekete tükör             | Black Mirror                     | Dorothy Chambers      | 1 epizód                                                     |

## Fordítás
- Ez a szócikk részben vagy egészben  az   Emma Corrin című angol Wikipédia-szócikk fordításán alapul.  Az eredeti cikk szerkesztőit annak laptörténete sorolja fel. Ez a jelzés csupán a megfogalmazás eredetét és a szerzői jogokat jelzi, nem szolgál a cikkben szereplő információk forrásmegjelöléseként.